# Utricularia quinquedentata
Utricularia quinquedentata — вид рослин із родини пухирникових (Lentibulariaceae).

## Біоморфологічна характеристика
Це наземна трав'яниста однорічна рослина. Квітки білі, у квітні чи серпні. U. quinquedentata названа на честь п'яти часток нижньої губи віночка. Верхня віночкова губа розділена на дві частки. Пелюстки забарвлені в білий колір з жовтими навколо центру. Вся квітка має ширину всього 1–2 мм.

## Середовище проживання
Зростає в сезонних тропіках Австралії, простягаючись від регіону Кімберлі в Західній Австралії до Кейп-Йорка в Квінсленді.
Цей вид росте на берегах сезонних і багаторічних струмків і біллабонгів, а також на протоках на скосах пісковика; на висотах від 0 до 300 метрів.